# Finsterforst
A Finsterforst („sötét erdő”) egy német folk-metal együttes, 2004-ben alakult a baden-württembergi Schwarzwaldban. Saját elnevezésük szerint „black forest metalt” játszanak, ami származási helyükre, a Fekete-erdőre utal.

## Tagok

### Jelenlegi
- Oliver Berlin – ének (2010–)
- Tobias Weinreich – basszusgitár (2004–)
- Cornelius Heck – dob, ének (2006–)
- Simon Schillinger – gitár, ének (2004–)
- Sebastian Scherrer – billentyűs hangszerek (2004–)
- David Schuldis – gitár (2005–)

### Korábbi
- Marco Schomas – ének (2004–2009)
- Johannes Joseph – harmonika, ének (2005–2016)

### Koncertzenészek
- Stephan Stahl – gitár
- Peter Hamm – gitár
- Oliver König - gitár (2015–)
- Simon Hofmeister – dobok (2016–)

## Diszkográfia

### Nagylemezek
- Weltenkraft (2007)
- ...zum Tode hin (2009)
- Rastlos (2012)
- Mach Dich frei (2015)

### EP-k
- Wiege der Finsternis (2005)
- #YØLØ (2016)

### Válogatások
- Urwerk (2010)